# Guida galattica per gli autostoppisti (romanzo)
Guida galattica per gli autostoppisti (The Hitchhiker's Guide to the Galaxy) è un romanzo di fantascienza umoristica del 1979 scritto dal britannico Douglas Adams; costituisce il primo capitolo dell'omonima serie.
Il romanzo è l'adattamento delle prime quattro puntate della serie radiofonica omonima e venne pubblicato a Londra nell'ottobre del 1979. Il titolo deriva da una guida turistica galattica scritta in forma di enciclopedia, che gioca un ruolo fondamentale nella trama del romanzo e di quelli successivi. In Italia è stato pubblicato a partire dal 1980 dalla Arnoldo Mondadori Editore con la traduzione di Laura Serra.

## Trama
(Incipit del libro)
Il protagonista, Arthur Dent, scopre che alcune ruspe gialle (che ha appena notato nel suo giardino) stanno per demolirgli la casa in cui abita per fare spazio a una nuova superstrada. Dopo pochi minuti gli abitanti della Terra scopriranno che il loro pianeta sta per avere lo stesso destino, a causa di una flotta di astronavi che, sotto la guida del prostetnico vogon Jeltz dell'Ente Galattico Viabilità Iperspazio, appaiono improvvisamente nel cielo.
Arthur viene salvato da un suo vecchio amico, Ford Prefect, che si rivela essere un alieno originario della stella Betelgeuse e che lo trascina con sé, chiedendo un passaggio (facendo letteralmente autostop spaziale) ad una delle astronavi demolitrici. Arthur scoprirà così un universo sconosciuto in cui la sua unica bussola sarà la Guida Galattica per gli Autostoppisti. Si tratta di un libro in forma di un piccolo computer (una sorta di eBook reader a comando vocale ante litteram), un best seller universale (Terra esclusa), che si vende benissimo per due ragioni:
1. costa poco,
2. reca stampate, a grandi lettere amichevoli sulla copertina, le parole "DON'T PANIC" ("NIENTE PANICO").

Ford lo condurrà in avventure entusiasmanti ed improbabili, sballottati in giro per lo spazio-tempo a bordo dell'astronave "Cuore d'Oro", che viaggia a "propulsione di improbabilità infinita", in compagnia di un vecchio amico d'infanzia di Ford a due teste, oramai ex Presidente della Galassia, Zaphod Beeblebrox, della sua ragazza terrestre, Trillian, e di un robot perennemente depresso, Marvin.
Giunti sul leggendario pianeta Magrathea, incontreranno il progettista che ha costruito la Terra e i clienti che gliela avevano commissionata, cioè i due (apparentemente) topi che Trillian aveva portato con sé lasciando il pianeta, che stanno ancora cercando la domanda della "risposta alla domanda fondamentale sulla vita, l'universo e tutto quanto".

## Personaggi
Arthur DentIl terrestre protagonista del romanzo. Viene salvato pochi minuti prima della distruzione della Terra dall'amico Ford Prefect. Viene teletrasportato in salvo su un'astronave di passaggio come clandestino, successivamente scaricato nello spazio insieme all'amico dagli scorbutici proprietari, nuovamente salvato in extremis e caricato come autostoppista a bordo dell'astronave Cuore d'Oro.
Ford PrefectL'amico di Arthur, creduto da questi un essere umano, è in realtà un alieno proveniente da Betelgeuse, rimasto intrappolato sulla terra per quindici anni. Lavora come redattore per la casa editrice della Guida galattica per gli autostoppisti.
Zaphod BeeblebroxPresidente del Governo Galattico imperiale, in realtà un prestanome, la cui maggiore capacità deve essere quella di saper provocare scandali, perché il suo compito non è quello di esercitare il potere ma di distogliere l'attenzione del popolo dal potere stesso. Cleptomane dichiarato, riesce a rubare l'astronave sperimentale Cuore d'oro e a fuggire con essa.
TrillianCollaboratrice e amica di Zaphod Beeblebrox.
MarvinCostruito dalla Società Cibernetica Sirio è un robot con caratteristiche da persona vera ma è costantemente depresso e riesce a infastidire tutti i passeggeri a bordo dell'astronave con i suoi costanti lamenti.
SlartibartfastAbitante del pianeta Magrathea, la cui maggiore attività era la costruzione di interi pianeti su commissione, tra cui la Terra. Slartibartfast è specializzato nel design di fiordi; ha progettato lui stesso la Norvegia e ha ricevuto un importante riconoscimento per il lavoro fatto.

## Seguiti
Il romanzo è il primo di una serie composta dai romanzi:
- Guida galattica per gli autostoppisti (The Hitchhiker's Guide to the Galaxy, 1979);
- Ristorante al termine dell'Universo (The Restaurant at the End of the Universe, 1980);
- La vita, l'universo e tutto quanto (Life, the Universe and Everything, 1982);
- Addio, e grazie per tutto il pesce (So Long, and Thanks for All the Fish, 1984);
- Praticamente innocuo (Mostly Harmless, 1992);
- E un'altra cosa... (And Another Thing..., 2009).

## Trasposizione cinematografica
Dal romanzo è stato tratto nel 2005 il film Guida galattica per autostoppisti (The Hitchhiker's Guide to the Galaxy) diretto da Garth Jennings.

## Edizioni
- Douglas Adams, The Hitchhiker's Guide to the Galaxy, 1979, ISBN 0-330-25864-8.
- Douglas Adams, Guida galattica per gli autostoppisti, collana Urania n.843, traduzione di Laura Serra, illustrazioni di Karel Thole, Arnoldo Mondadori Editore, 1980,  p. 174.
- Douglas Adams, Guida galattica per gli autostoppisti, collana Classici Urania n.187, traduzione di Laura Serra, illustrazioni di Karel Thole, Arnoldo Mondadori Editore, 1992,  p. 170.
- Douglas Adams, Guida galattica per gli autostoppisti, collana I Libri di Urania n.7, traduzione di Laura Serra, illustrazioni di Karel Thole, Arnoldo Mondadori Editore, 1993,  p. 175, ISBN 9788804366157.
- Douglas Adams, Guida galattica per gli autostoppisti, traduzione di Laura Serra, illustrazioni di Walter Angelici, I blues, Arnoldo Mondadori Editore, 1996,  p. 214, ISBN 88-04-41353-0.
- Douglas Adams, Guida galattica per gli autostoppisti, traduzione di Laura Serra, illustrazioni di Geoffrey Grahn, Piccola Biblioteca Oscar n.205, Arnoldo Mondadori Editore, 1999,  p. 224, ISBN 88-04-46463-1.
- Douglas Adams, Guida galattica per gli autostoppisti (il ciclo completo + un racconto inedito), traduzione di Laura Serra, illustrazioni di Franco Brambilla, I Massimi della Fantascienza n.41, Arnoldo Mondadori Editore, 2000,  p. 650, ISBN 8804472782.
- Douglas Adams, Guida galattica per gli autostoppisti, traduzione di Laura Serra, illustrazioni di Franco Brambilla, Urania Collezione n.022, Arnoldo Mondadori Editore, 2004,  p. 230.
- Douglas Adams, Guida galattica per gli autostoppisti (il ciclo completo), traduzione di Laura Serra, illustrazioni di Beppe del Greco, Oscar Bestseller n.2278, Arnoldo Mondadori Editore, 2012,  p. 645, ISBN 9788804624264.
- Douglas Adams, Guida galattica per gli autostoppisti, traduzione di Laura Serra, illustrazioni di www.crushillustration.com, Piccola Biblioteca Oscar n.205, Arnoldo Mondadori Editore, 2014,  p. 224, ISBN 9788804641728.
- Douglas Adams, Guida galattica per gli autostoppisti (il ciclo completo), traduzione di Laura Serra, illustrazioni di Beppe del Greco, Oscar Absolute, Arnoldo Mondadori Editore, 2016,  p. 844, ISBN 9788804666851.